# Robert Meixner
Robert Meixner (* 5. Dezember 1909; †  4. Januar 1999) war bayerischer Staatsbeamter und von 1968 bis 1974 Regierungspräsident des bayerischen Regierungsbezirks Unterfranken.

## Leben
Robert Meixner war Bankdirektorssohn aus Nürnberg und studierte Jura in Erlangen. Er promovierte 1935 über „Das Arbeitshaus in der Gegenwart und in der Zukunft.“ Im Zweiten Weltkrieg war er Beamter des deutschen Besatzungsregimes in Frankreich. Nach dem Zweiten Weltkrieg wurde er bayerischer Staatsbeamter. In seine Amtszeit als Regierungspräsident in Unterfranken fielen die Anfänge der Gebietsreform in Bayern ab 1971. Mit 65 Jahren übergab er das Amt an Philipp Meyer. Im Ruhestand machte er gegenüber zwei Kriminalbeamten des LKA Düsseldorf die Aussage, dass es in Frankreich während des Zweiten Weltkriegs Hinweise auf einen systematischen Massenmord an Juden gegeben habe; eine Aussage, die er vor Gericht nicht mehr wiederholte.

## Ehrungen
- Ehrensenator der Hochschule für Musik Würzburg
- Bayerischer Verdienstorden
- 1973: Großes Verdienstkreuz der Bundesrepublik Deutschland